# Pedralva (Lugo)
Pedralva (en gallego y oficialmente, Pedralba) es un lugar de la parroquia de Abadín, municipio de Abadín, comarca de Tierra Llana, provincia de Lugo, Galicia, España.
Se ubica en la vieja carretera que enlazaba con Abadín y Cospeito. Pasa al lado la Autovía del Cantábrico. 